# Tonnoiriella hatayensis
Tonnoiriella hatayensis és una espècie d'insecte dípter pertanyent a la família dels psicòdids que es troba a Turquia, incloent-hi la província de Hatay.